# Willian Pacho
Willian Joel Pacho Tenorio (Quinindé, 2001. október 16. –) ecuadori válogatott labdarúgó, a francia Paris Saint-Germain hátvéde.

## Pályafutása

### Klubcsapatokban
Pacho az ecuadori Quinindé városában született. Az ifjúsági pályafutását az Independiente del Valle akadémiájánál kezdte.
2019-ben mutatkozott be az Independiente del Valle felnőtt keretében. 2022. január 28-án 4½ éves szerződést kötött a belga első osztályban szereplő Antwerp együttesével. Először a 2022. április 24-ei, Club Brugge ellen 1–0-ra elvesztett mérkőzés 83. percében, Dorian Dessoleil cseréjeként lépett pályára. 2023. július 1-jén a német első osztályban érdekelt Eintracht Frankfurthoz igazolt.
2024. augusztus 9-én bejelentették, hogy ötéves szerződést írt alá a francia Paris Saint-Germain csapatával. Ő lett a klub első ecuadori játékosa. Augusztus 16-án a Le Havre ellen 4–1-re megnyert bajnoki találkozón mutatkozott be.

### A válogatottban
Pacho először 2022-ben kapott behívót az ecuadori válogatottba. Tagja volt a katari világbajnokságra küldött nemzeti keretnek. Először 2023. március 28-án, Ausztrália ellen 2–1-es győzelemmel zárult barátságos mérkőzésen lépett pályára és egyben megszerezte első válogatott gólját is.

## Statisztikák

### A válogatottban
| Válogatott | Év       | Pályára lépés | Gól |
| ---------- | -------- | ------------- | --- |
| Ecuador    | 2023     | 9             | 2   |
| Ecuador    | 2024     | 13            | 0   |
| Ecuador    | 2025     | 2             | 0   |
| Összesen   | Összesen | 24            | 2   |

#### Góljai a válogatottban
| # | Időpont           | Helyszín                                        | Ellenfél   | Gólok | Eredmény | Kiírás              |
| - | ----------------- | ----------------------------------------------- | ---------- | ----- | -------- | ------------------- |
| 1 | 2023. március 28. | Marvel Stadion, Melbourne, Ausztrália           | Ausztrália | 2–1   | 2–1      | Barátságos mérkőzés |
| 2 | 2023. június 20.  | Subaru Park, Chester, Amerikai Egyesült Államok | Costa Rica | 2–0   | 3–1      | Barátságos mérkőzés |

## Sikerei, díjai
PSG
- Ligue 1
  - Bajnok (1): 2024–25

- Francia Szuperkupa
  - Győztes (1): 2024